# Hódmezővásárhely
Hódmezővásárhely je mesto z županijskimi pravicami na Madžarskem, ki upravno spada v podregijo Hódmezővásárhelyi Županije Csongrád.